# 加尔都西会修道院 (格拉纳达)

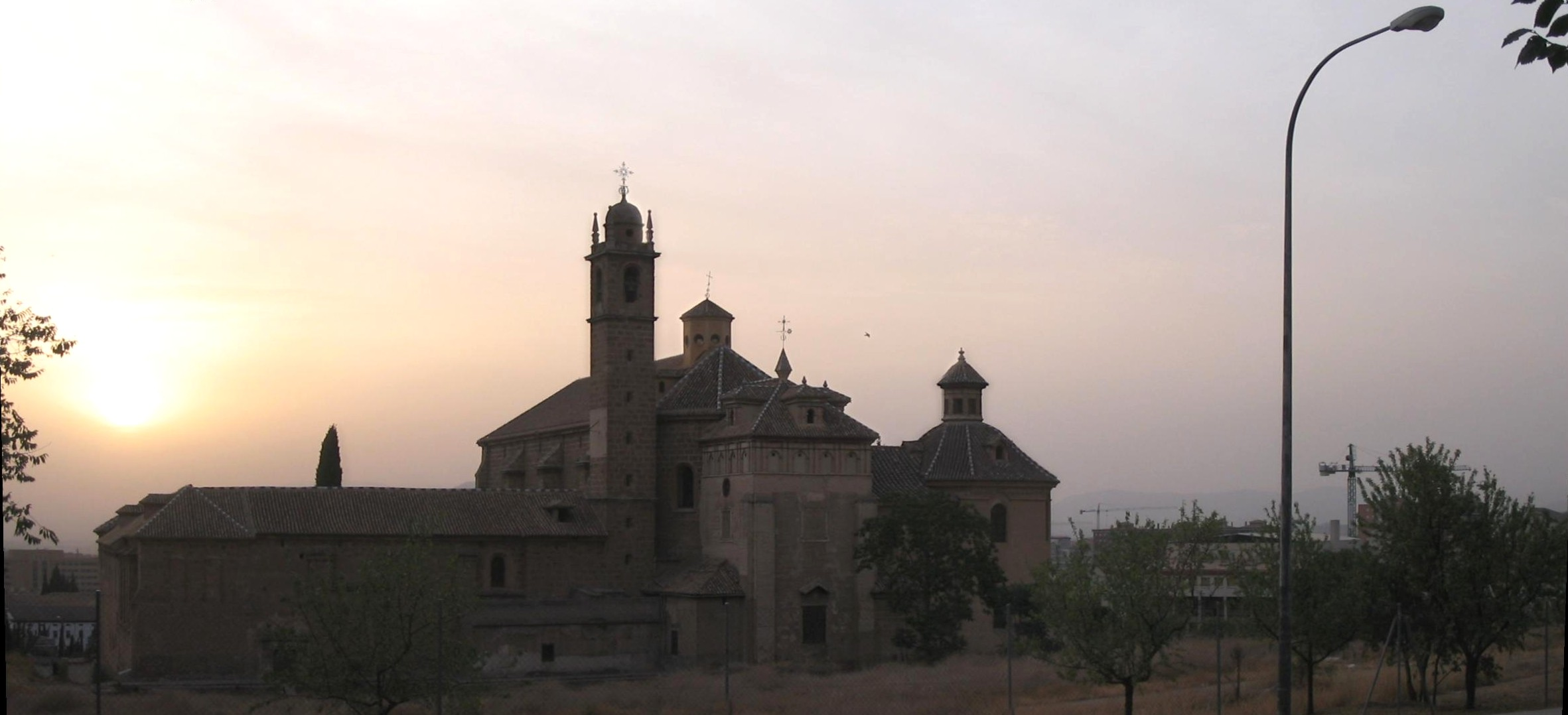
加尔都西会修道院外观

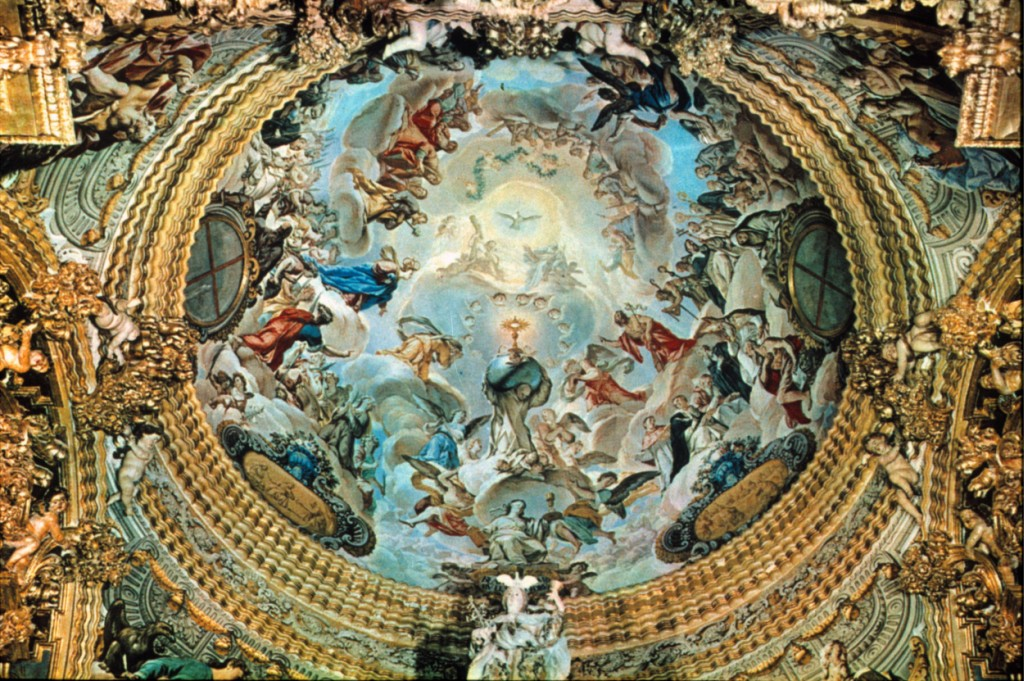
圆顶。壁画出自Acisclo安东尼奥·帕洛米诺·德·卡斯特罗之手

加尔都西会修道院（西班牙語：Cartuja de Granada）位于西班牙格拉纳达，是西班牙巴洛克建筑的最佳范例之一。
修道院成立于1506年，建造从10年后开始，一直持续了300年。其外观比较温和，而内部装饰极为华丽。最引人注目的特征包括帐幕，由弗朗西斯科·乌尔塔多·伊斯基耶多设计，教堂和著名的圣器室，由路易斯· Arévalo和F.·曼努埃尔·巴斯克斯建于1727和1764之间。修道院藏画丰富，其中突出的有胡安·桑切斯·科坦的作品。